# Romita, Guanajuato
Romita är en kommunhuvudort i Mexiko.   Den ligger i kommunen Romita och delstaten Guanajuato, i den centrala delen av landet, 300 km nordväst om huvudstaden Mexico City. Romita ligger 1 752 meter över havet och antalet invånare är 19 351.
Terrängen runt Romita är en högslätt. Runt Romita är det tätbefolkat, med 297 invånare per kvadratkilometer. Närmaste större samhälle är Silao, 12,3 km nordost om Romita. Omgivningarna runt Romita är en mosaik av jordbruksmark och naturlig växtlighet.